# Baudouinia sollyaeformis
Baudouinia sollyaeformis är en ärtväxtart som beskrevs av Henri Ernest Baillon. Baudouinia sollyaeformis ingår i släktet Baudouinia och familjen ärtväxter. IUCN kategoriserar arten globalt som starkt hotad. Inga underarter finns listade i Catalogue of Life.